# Vera Vasil'evna Cholodnaja
Vera Vasil'evna Cholodnaja (in russo Вера Васильевна Холодная?; in ucraino Віра Василівна Холодна?, Vira Vasylivna Cholodna; Poltava, 5 agosto 1893 – Odessa, 16 febbraio 1919) è stata un'attrice ucraina, diva del cinema muto russo.

## Biografia
Vera Vasil'evna Cholodnaja è stata un'attrice del cinema muto russo ed è stata la prima ad avere un successo tale da farla definire come la "prima stella del cinema", nonostante si siano conservati solo 5 dei film in cui lei recitò (riguardo al numero effettivo dei suoi film, vi sono stime discordanti che si aggirano tra le 50 e le oltre 100 pellicole). La sua carriera durò solo quattro anni, ma ciò le bastò per diventare una diva. Nata in una famiglia nobile, andò a vivere ancora bambina presso la nonna a Mosca, dove sognava di diventare una ballerina classica.
Grazie alla visione del film Francesca da Rimini, cambierà idea e deciderà di dedicarsi al cinema. Ancora adolescente, riesce ad ottenere una piccola parte nel film Anna Karenina e dal 1915 girerà i suoi primi film di successo I miraggi e Deti veka. Nel 1917, quando la fama di Vera aveva già raggiunto un buon livello, è protagonista di U kamina, film che la consacrerà come la prima stella del cinema russo. Il film sarà talmente tanto famoso da avere un sequel e da essere proiettato fino al 1924, anno in cui i sovietici ordineranno la distruzione di gran parte dei suoi film. Nel 1918 gira Molči, grust', molči, in cui oltre lei appaiono gli attori russi più famosi dell'epoca (il film ancora esiste, sebbene la seconda parte sia andata perduta). Nel 1919 si trasferirà con la sua compagnia cinematografica a Odessa, dove durante il mese di febbraio contrae l'influenza spagnola, che la porterà alla morte.
Durante il funerale, un regista che aveva lavorato con lei farà un cortometraggio, che, ironia della sorte, sembra essere il film più famoso in cui sia mai apparsa. Nonostante il motivo di influenza spagnola sia probabile, sono circolate diverse leggende riguardo alla sua morte. Alcuni, a causa del viso gonfio che presentava l'attrice dopo la morte, pensarono che potesse essere stata avvelenata da una spia. Venne seppellita nel Primo cimitero cristiano di Odessa, che verrà distrutto agli inizi degli anni trenta da Stalin per far spazio a un parco. I suoi resti sono spariti.

## Omaggi
Il lungometraggio Schiava d'amore di Michalkov ha come protagonista Olga Voznesenskaja, interpretata da Elena Solovey, ovvero una diva del muto la cui vita è chiaramente ispirata a quella di Vera Cholodnaja.

## Filmografia

### Cinema
- Anna Karenina, regia di Vladimir Rostislavovič Gardin (1914)
- Pesn' toržestvujuščej ljubvi, regia di Evgenij Francevič Bauėr (1915)
- Deti veka, regia di Evgenij Francevič Bauėr (1915)
- Miraži, regia di Pёtr Ivanovič Čardynin - cortometraggio (1916)
- La vita per la vita (Žizn za žizn), regia di Evgenij Francevič Bauėr (1916)
- U kamina, regia di Pёtr Ivanovič Čardynin (1917)
- Isterzannye duši, regia di Vladimir Pavlovič Kas'janov (1917)
- Čelovek-zver', regia di Česlav Genrichovič Sabinskij (1917)
- Molči, grust', molči, regia di Pёtr Ivanovič Čardynin e Česlav Genrichovič Sabinskij (1918)
- L'ultimo tango (Poslednee tango), regia di Vjačeslav Kazimirovič Viskovskij - cortometraggio (1918)
- Živoj trup, regia di Česlav Genrichovič Sabinskij (1918)
- La donna che inventò l'amore (Ženščina, kotoraja izobrela ljubov'), regia di Vjačeslav Kazimirovič Viskovskij (1918)
- Azra, regia di Pёtr Ivanovič Čardynin (1919)